# Астерікс із Галлії
«Астерікс із Галлії» (фр. Astérix le Gaulois) — перший том коміксу про пригоди галла Астерікса авторства Рене Ґоссінні (текст) та Альберта Удерзо (малюнки).
Починаючи з жовтня 1959 року комікс виходив частинами на сторінках французького журналу «Pilote». Вперше вийшов у книжковому форматі у 1961 році
Комікс посів 23 місце в списку 100 книг століття за версією «Le Monde».

## Сюжет
На початку комікса описується завоювання Галлії, здійснене Юлієм Цезарем і закінчене 50 року до нашої ери складенням зброї галльським вождем Верцінгеториксом і передачею території під владу Риму. Водночас оповідач вказує, що десь на узбережжі Арморики
є поселення, де незламні галли досі чинять опір загарбникам .
Події переносяться в село, де живе головний персонаж історії — Астерікс. Серед його улюблених розваг — полювання на диких кабанів і побиття римлян із сусідніх таборів. Астерікс також тішиться дружбою друїда Панорамікса, який варить магічний напій, що дає людині, яка його вип'є, надлюдську силу. Саме за допомогою цього зілля галли й чинять опір Риму.
Гай Глобус, центуріон табору Деліріум, прагне відкрити таємницю сили ворога, тому посилає переодягненого легіонера Калігулу Мікруса в селище галлів, щоб той там шпигував. Дізнавшись, що таємниця галлів полягає в чарівному напої, Гай Глобус наказує римлянам викрасти Панорамікса, але Астерікс поспішає на допомогу друїду.

## Іноземні видання
1964 року англійський журнал «Valiant» опублікував адаптацію коміксу з деякими змінами, що стосувалися героїв. Комікс мав назву «Маленький Фред і Великий Ед»; персонажами стали британці, яким допомагав друїд Хокус Покус. Перший неадаптований переклад Антея Белла і Дерека Гокрідж датується 1969 роком.

## Екранізація
Сюжет коміксу став основою для анімаційного фільму «Астерікс з Галлії» 1967 року.